# Janina Mieczyńska
Janina Mieczyńska, właśc. Janina Mieczyńska-Lewakowska (ur. 26 listopada 1888 w Warszawie, zm. 29 listopada 1981, tamże) – tancerka, choreografka, pedagożka, rektor Państwowej Wyższej Szkole Teatralnej z siedzibą w Łodzi (1954–1955).

## Życiorys
Mieczyńska ukończyła szkołę średnią, a także studia z malarstwa i rysunku w Warszawie. Następnie uczęszczała na zajęcia w warszawskim Zakładzie Gimnastyki Szwedzkiej Heleny Kuczalskiej, a później słuchaczką Instytutu Rytmiki i Umuzykalnienia Emila Jaques-Dalcroze’a w Genewie i Hellerau pod Dreznem. Ponadto brała udział w letnich kursach w Dreźnie, Monachium, Berlinie, które prowadziła Mary Wigman, w Salzburgu prowadzony przez Haralda Kreutzberga, a w Laxenburgu przez Rosalię Chladek i Christine Baer-Frisell. W 1912 po ukończeniu nauki założyła szkołę Rytmiki i Plastyki w Warszawie, przekształconą w 1913 w filię Instytutu Jaques-Dalcroze’a, pod jej kierunkiem.
W latach 1915–1918 przebywała w Moskwie, gdzie studiowała w klasie fortepianu w Instytucie Muzycznym A.G. Szora, a także uczyła się w Szkole Tańca Artystycznego Ludmiły Aleksiejewej. Ponadto uczyła rytmiki w filii Instytutu Dalcroze’a w Moskwie.
W latach 1918–1919 uruchomiła ponownie działalność swojej szkoły, rozszerzając jej program o metody Isadory Duncan. Szkoła działała do września 1939. W międzyczasie prowadzony przez nią zespół szkolny zdobył I nagrodę na Międzynarodowym Konkursie w Wiedniu (1934), a tancerki szkoły odnosiły sukcesy indywidualne. W latach 1921–1932 była wykładowczynią rytmiki w Oddziale Dramatycznym Warszawskiego Konserwatorium, a w latach 1932–1939 wykładała rytmikę i plastykę w Państwowym Instytucie Sztuki Teatralnej.
Podczas II wojny światowej prowadziła zajęcia konspiracyjnego PIST-u, m.in. w jej mieszkaniu przy ul. Marszałkowskiej oraz w Szkole Tańca Plastycznego przy Wilczej. W latach 1943–1944 pracowała jako choreografka tajnego Teatru Wojskowego. Po wyzwoleniu Polski spod okupacji niemieckiej współpracowała łódzkimi: Teatrem Wojska Polskiego (1946–1947), Teatrem im. Stefana Jaracza (1949–1950), Teatrem Powszechnym (1953–1954, 1980), Teatrem Młodego Widza (1954, 1958–1959), Teatrem Nowym (1955–1956), Teatrem Rozmaitości (1960). Ponadto po wojnie prowadziła w Łodzi własną Szkołę Tańca Artystycznego, od 1947 wykładała Państwowej Szkole Dramatycznej w Warszawie, a od 1946 w Państwowej Wyższej Szkole Teatralnej z siedzibą w Łodzi, w której w latach 1954–1955 była rektorem. Od 1956 kierowała sekcją rytmiki w Akademii Muzycznej w Łodzi.
Do jej uczniów na przestrzeni lat należeli m.in.: Irena Prusicka, Halina Iwańska, Ziuta Buczyńska, Pola Nireńska, Alina Janowska, Elżbieta Barszczewska, Irena Eichlerówna, Nina Andrycz, Irena Kwiatkowska, Aleksander Bardini, Jan Kreczmar, Marian Wyrzykowski, Irena Turska. Ponadto do współpracy zatrudniała m.in.: Romana Maciejewskiego, Jana Ekiera, Kazimierza Krantza, Jadwigę Likiernik, Franciszkę Leszczyńską, Stanisława Wiechowicza, Piotra Rytela, Tadeusza Mayznera, Stanisława Głowackiego oraz specjalistów z zagranicy, w tym m.in.: Ruth Sorel, Georga Groke, Werę Zahradnik, Ingeborgę Kracker.

## Nagrody
- Nagroda Miasta Łodzi (1957)[1], za pracę pedagogiczną i artystyczną[2],
- Tytuł Członka Zasłużonego SPATiF-ZASP (1973)[1].